# Sibine nesea
Sibine nesea är en fjärilsart som beskrevs av Stoll 1781. Sibine nesea ingår i släktet Sibine och familjen snigelspinnare. Inga underarter finns listade i Catalogue of Life.